# (183) Истрия
(183) Истрия (нем. Istria) — сравнительно небольшой астероид главного пояса, принадлежащий к светлому спектральному классу S. Он был открыт 8 февраля 1878 года австрийским астрономом Иоганном Пализой в обсерватории Пула и назван в честь Истрии, полуострова в Адриатическом море, который был в то время частью Австро-венгерской империи, на западном побережье которого находился город Пула.

Орбита астероида Истрия и его положение в Солнечной системе
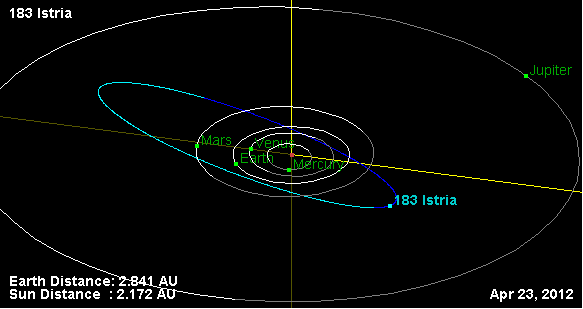
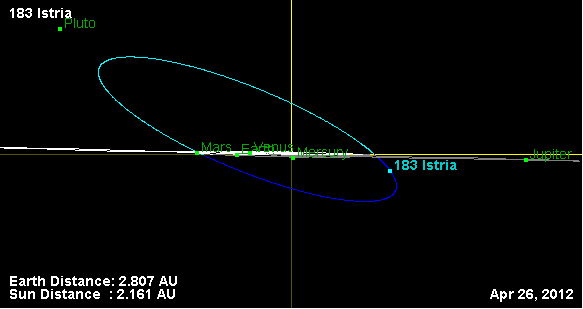